# ヨハン・ジギスムント・クッサー
ヨハン・ジギスムント・クッサー（Johann Sigismund Kusser, 1660年2月13日 - 1727年11月）は、アイルランドで活動したドイツの作曲家。

## 生涯
プレスブルク（現在のスロバキア領ブラチスラヴァ）でプロテスタント教会のカントルの息子として生まれた。1674年に一家はシュトゥットガルトに移住した。その二年後からパリとヴェルサイユで6年間過ごした。その間、ジャン＝バティスト・リュリに出会い、フランス様式の音楽を学んだ。その後、バーデン＝バーデンとアンスバッハの宮廷楽団で働いた。
1690年からブラウンシュヴァイクの歌劇場の楽長を務めた。ブラウンシュヴァイクではイタリア様式の8つのオペラを作曲した。1694年、台本作家との意見の相違からハンブルクの歌劇場へ移った。しかし1695年末にはハンブルクを離れ、ニュルンベルクとアウクスブルクで活動した。1699年よりヴュルテンベルク公エーバーハルト・ルートヴィヒに仕え、翌年に宮廷楽長に就任した。
1704年にはロンドンに渡り、民間の音楽教師として活動した。1707年からダブリンに移り住み、1711年からトリニティ・カレッジ (ダブリン大学)の楽長となった。
現在では彼の作品は演奏される機会が少ないが、ラインハルト・カイザー、ヨハン・マッテゾン、ゲオルク・フィリップ・テレマン、クリストフ・グラウプナー、ゲオルク・フリードリヒ・ヘンデルらのちの世代に影響を与えた。

## 作品

### 器楽曲
- 3つの管弦楽組曲集（1700）

### オペラ
- クレオパトラ（1690）
- ジュリア（1690）
- ナルシッスス（1692）
- アンドロメダ（1692）
- アリアドネ（1692）
- 寛大なスキピオ・アフリカヌス（1694）

## 文献
- Arrey von Dommer (1876). "Kusser, Johann Sigismund". Allgemeine Deutsche Biographie (ドイツ語). Vol. 4. Leipzig: Duncker & Humblot. pp. 535–537.
- Horst-Rüdiger Jarck (Hrsg.): Braunschweigisches Biographisches Lexikon. 8. bis 18. Jahrhundert, Braunschweig 2006, ISBN 3-937664-46-7, S. 421.
- Johann Georg Walther (1732) Musicalisches Lexicon, Leipzig, S. 189.
- Klaus Zelm: Kusser, Johann Sigismund. In: Neue Deutsche Biographie (NDB). Band 13, Duncker & Humblot, Berlin 1982, ISBN 3-428-00194-X, S. 342 f. (電子テキスト版).